# قراکند (اسدآباد)
قراکند (اسدآباد)، روستایی از توابع بخش مرکزی شهرستان اسدآباد در استان همدان ایران است.

## جمعیت
این روستا در دهستان چهاردولی قرار دارد و براساس سرشماری مرکز آمار ایران در سال ۱۳۹۵، جمعیت آن ۹۱ نفر (۲۹خانوار) بوده‌است. مردم قراکند به زبان کردی، به مانند دیگر روستاهای چهاردولی صحبت میکنند.